# Dwurogowiec
Dwurogowiec (Dichondra J.R.Forst. & G.Forst.) – rodzaj roślin z rodziny powojowatych (Convolvulaceae). Obejmuje 15 gatunków. Większość występuje w strefie międzyzwrotnikowej na kontynentach amerykańskich, ale pojedyncze gatunki sięgają też Kanady na północy i południowych krańców Ameryki Południowej. Jeden gatunek – D. repens – rośnie w Australii i Nowej Zelandii. Niektóre gatunki obecne są jako introdukowane poza pierwotnym zasięgiem, zwłaszcza D. micrantha jest niemal kosmopolityczny w strefie międzyzwrotnikowej i umiarkowanej ciepłej (także w zachodniej i południowej Europie).
Niektóre gatunki uprawiane są jako ozdobne rośliny okrywowe, m.in. D. micrantha wykorzystywana jest jako alternatywa dla trawników. 

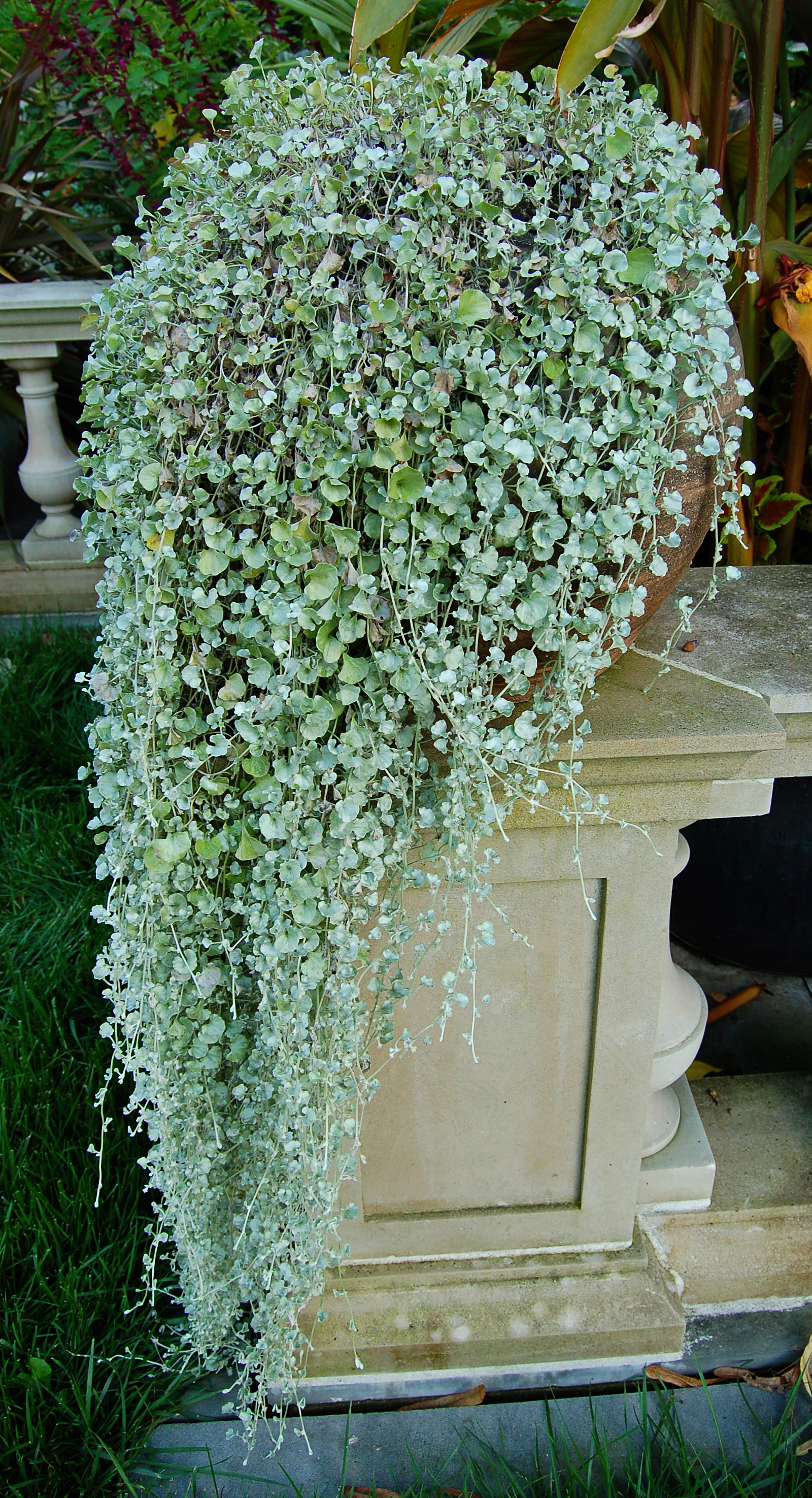
Dwurogowiec srebrzysty

## Morfologia
PokrójRośliny zielne o pędach płożących lub przewisających, cienkich, nagich lub owłosionych.
LiścieDługoogonkowe, wsparte drobnymi przylistkami, o blaszce niewielkiej, zaokrąglonej do nerkowatej, całobrzegiej.
KwiatyNiepozorne, wyrastające pojedynczo na długich szypułkach z kątów liści. Korona  podobnej długości do kielicha, dzwonkowata, rozcięta do połowy lub głębiej, zielonkawa do żółtawej. Pręciki są schowane w koronie. Zalążnia jest dwukomorowa, często głęboko rozcięta, z dwoma zalążkami w każdej z komór. Słupki dwa, nitkowate, zakończone główkowatymi znamionami.
OwoceTorebki otwierające się dwiema klapami lub nieotwierające się, zawierające jedno lub dwa nasiona.

## Systematyka
Pozycja systematyczna
Rodzaj z plemienia Dichondreae z rodziny powojowatych (Convolvulaceae).
Wykaz gatunków 
- Dichondra argentea Willd. – dwurogowiec srebrzysty[5]
- Dichondra brachypoda Wooton & Standl.
- Dichondra brevifolia Buchanan
- Dichondra carolinensis Michx.
- Dichondra donelliana Tharp & M.C.Johnst.
- Dichondra evolvulacea (L.f.) Britton
- Dichondra macrocalyx Meisn.
- Dichondra micrantha Urb.
- Dichondra microcalyx (Hallier f.) Fabris
- Dichondra nivea (Brandegee) Tharp & M.C.Johnst.
- Dichondra occidentalis House
- Dichondra parvifolia Meisn.
- Dichondra recurvata Tharp & M.C.Johnst.
- Dichondra repens J.R.Forst. & G.Forst.
- Dichondra sericea Sw.